# ایکگامی
ایکگامی (انگلیسی: Ikegami) شرکت رسانه‌ای ژاپنی است، که در سال ۱۹۴۸ تأسیس شد.